# Optivus
Optivus – rodzaj morskich ryb z rodziny gardłoszowatych (Trachichthyidae).

## Klasyfikacja
Gatunki zaliczane do tego rodzaju:
- Optivus agastos
- Optivus agrammus
- Optivus elongatus